# Asclepias incarnata
Asclepias incarnata е вид тревисто многогодишно растение от семейство Олеандрови (Apocynaceae). Видът е незастрашен от изчезване.

## Разпространение
Asclepias incarnata е родом от Северна Америка. Среща се във влажни почви.